# BMW M6

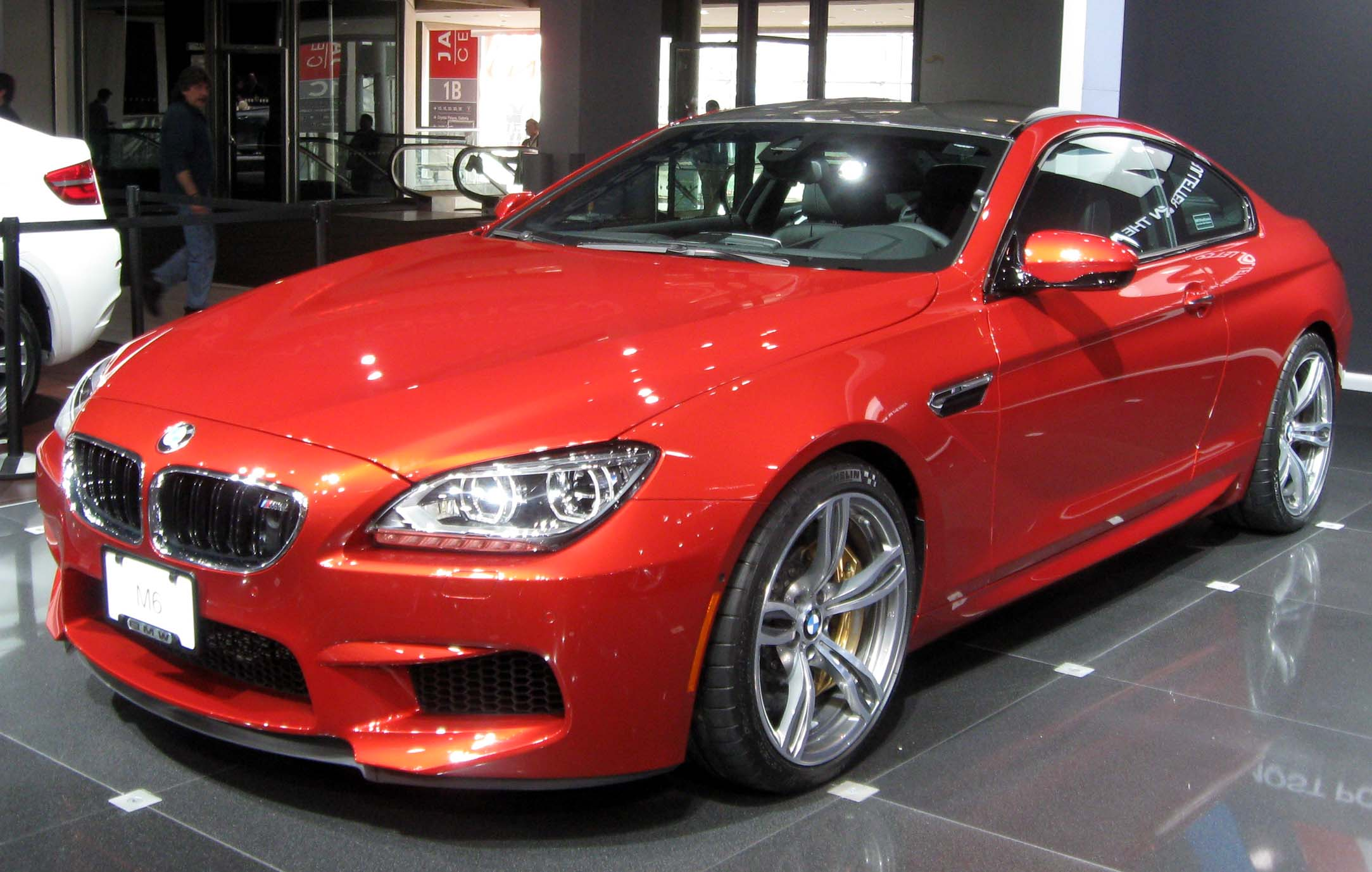

BMW M6是德國汽車企業BMW旗下車型BMW 6系列中的高階車款之一。BMW M6在1983年至1989年，2005年至2010年和2012年至今生產。最新一款的BMW M6是在2012年2月的日內瓦車展上發布的。